# 20-та група ССО (США)
20-та група сил спеціальних операцій (англ. 20th Special Forces Group) — військове формування, одна з двох груп сил спеціальних операцій армії США, що входить до складу Національної гвардії, призначена для виконання завдань спеціальних та загальновійськових операцій, ведення партизанської війни. Штаб-квартира групи ССО розташована у Бірмінгемі, в штаті Алабама та організаційно входять до Національної гвардії штату.
Оперативно 20-та група підпорядковується Південному Командуванню Збройних сил та зоною її відповідальності є 32 країни Латинської Америки на південь від Мексики. Також регіон включає Карибський басейн, Мексиканську затоку та води південно-західної Атлантики.
Підрозділи 20-ї групи перебувають у пунктах постійної дислокації в різних штатах країни: Алабама (1-й батальйон), Міссісіпі (2-й батальйон), Флорида (3-й батальйон) та поодинокі підрозділи в Дрейпері, в штаті Юта; Роенок-Рапідс, у Північній Кароліні; Нью-Мілфорд, Пенсільванія; Кемп-Аттербері, Індіана; Глен Арм у Меріленді та Чикопі, Массачусетс.

## Відео
- 2-20th Special Forces Group Conducts Airborne Operation